# Kępa-Kolonia
Kępa-Kolonia – wieś w Polsce położona w województwie lubelskim, w powiecie lubelskim, w gminie Borzechów.
W latach 1975–1998 miejscowość administracyjnie należała do województwa lubelskiego.
Wieś stanowi sołectwo gminy Borzechów. Według Narodowego Spisu Powszechnego z roku 2011 wieś liczyła 330 mieszkańców.
Wierni Kościoła rzymskokatolickiego należą do parafii św. Macieja Apostoła i św. Katarzyny w Ratoszynie Pierwszym.